# All (album)
All is het vierde studioalbum van de Amerikaanse punkband Descendents. Het album werd uitgegeven in 1987 via het platenlabel SST Records. Het was het eerste album van de band met bassist Karl Alvarez en gitarist Stephen Egerton, die de band nieuwe ideeën voor teksten en muziek had gebracht.
All markeerde het einde van de originele formatie van Descendents. Na twee tours in de Verenigde Staten om het album te promoten, verliet zanger Milo Aukerman de groep om een carrière in de biochemie na te streven. De band werd opnieuw opgericht onder de nieuwe naam All, en bracht tussen 1988 en 1995 acht albums uit met andere zangers, voordat ze herenigd werden met Aukerman onder de naam Descendents.

## Nummers
1. "All" - 0:01
2. "Coolidge" - 2:35
3. "No, All!" - 0:02
4. "Van" - 2:55
5. "Cameage" - 2:49
6. "Impressions" - 3:02
7. "Iceman" - 3:05
8. "Jealous of the World" - 4:00
9. "Clean Sheets" - 3:09
10. "Pep Talk" - 3:00
11. "All-O-Gistics" - 3:00
12. "Schizophrenia" - 6:46
13. "Uranus" - 2:14

## Muzikanten
| Band - Karl Alvarez - basgitaar - Milo Aukerman - zang - Stephen Egerton - gitaar - Bill Stevenson - drums | Aanvullende muzikanten - Dez Cadena - achtergrondzang |